# 范本尧
范本尧（1935年8月16日—），广东汕头人，卫星总体技术专家，中国工程院院士，中国通信卫星、导航卫星工程技术学科带头人。

## 履历[1]
- 1958年，于清华大学研究生毕业。
- 2005年，当选中国工程院院士。